# Алст (Бюрен)
Алст (нід. Aalst) — селище в нідерландській провінції Гелдерланд. Входить до муніципалітету Бюрен.

## Галерея

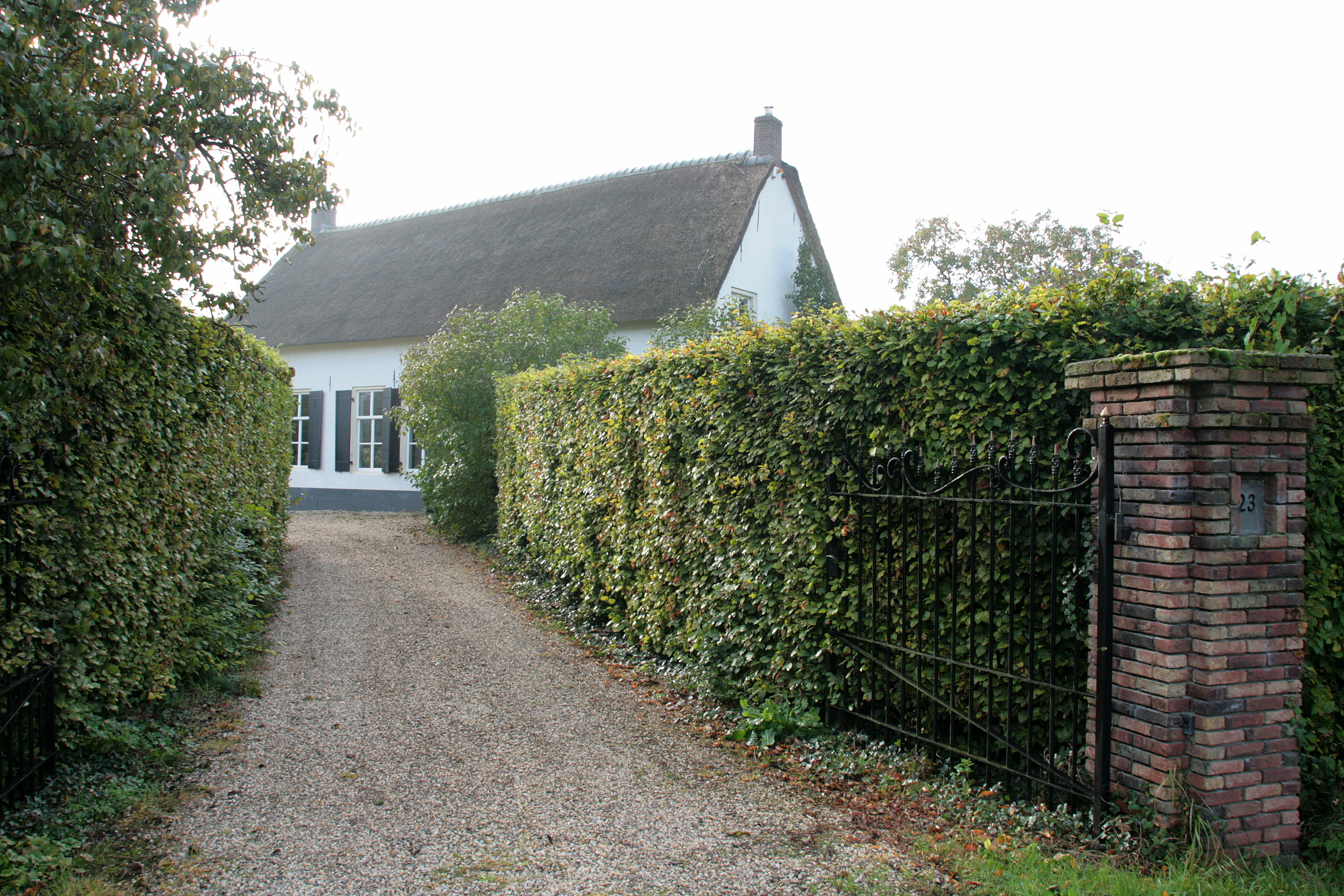
Ферма в Алсті
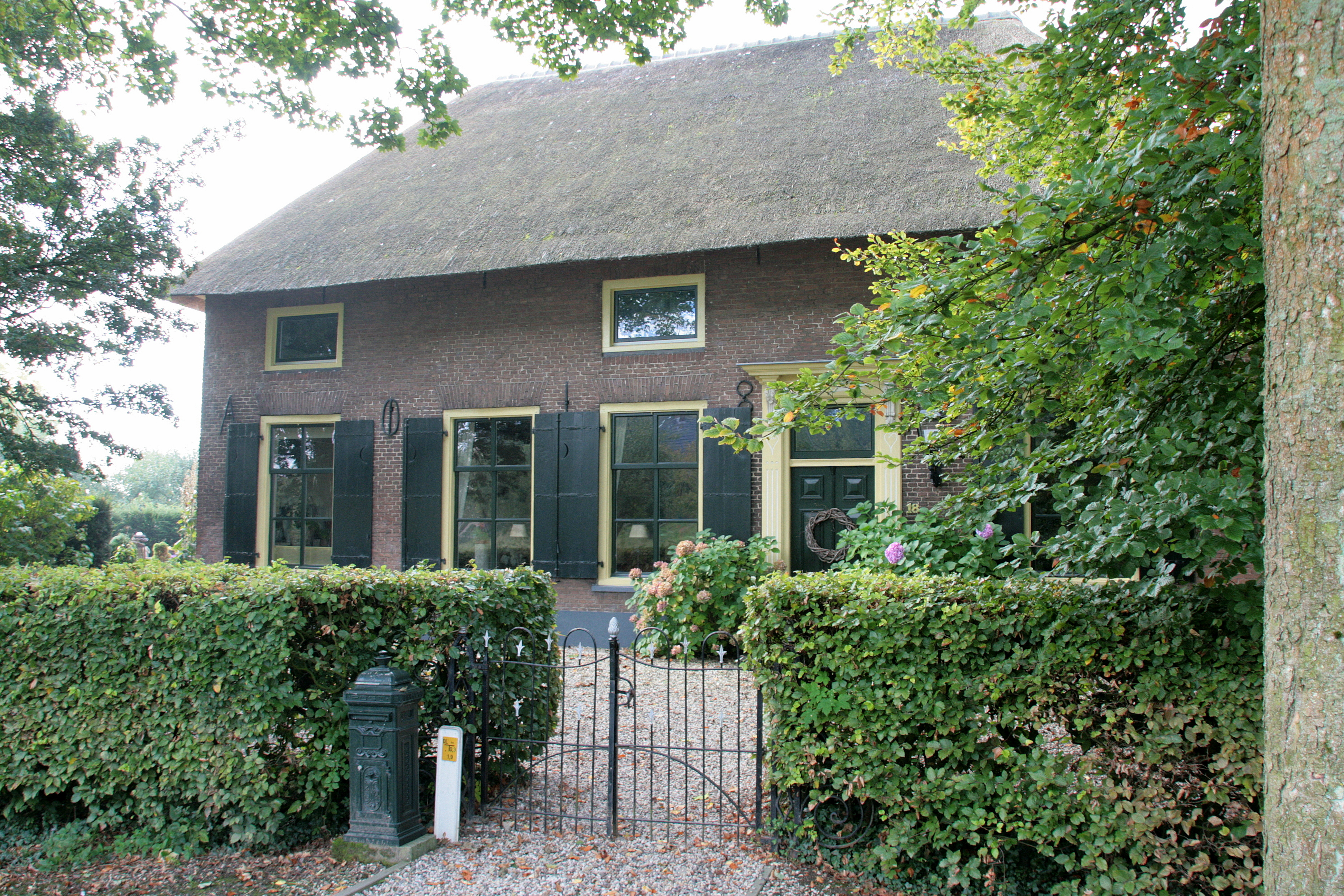
Ферма в Алсті